# Luna, Cluj
Luna (în trecut Luna de Arieș; în maghiară Aranyoslóna, în germană Lohne) este satul de reședință al comunei cu același nume din județul Cluj, Transilvania, România.

## Istoric
Conform Repertoriului Arheologic Național, în situl arheologic de la Luna, în punctul numit Tarlaua numărul 1, s-a descoperit o locuire din preistorie, un mormânt de înhumație din epoca bronzului târziu de cultură Wietenberg/IV, o necropolă de înhumație avară din epoca migrațiilor și o locuință tot din epoca migrațiilor, datată între secolele 8-10.
Pe Harta Iosefină a Transilvaniei din 1769-1773 (Sectio 142), localitatea a apărut sub numele de „Aranyos Lona”.

## Lăcașuri de cult

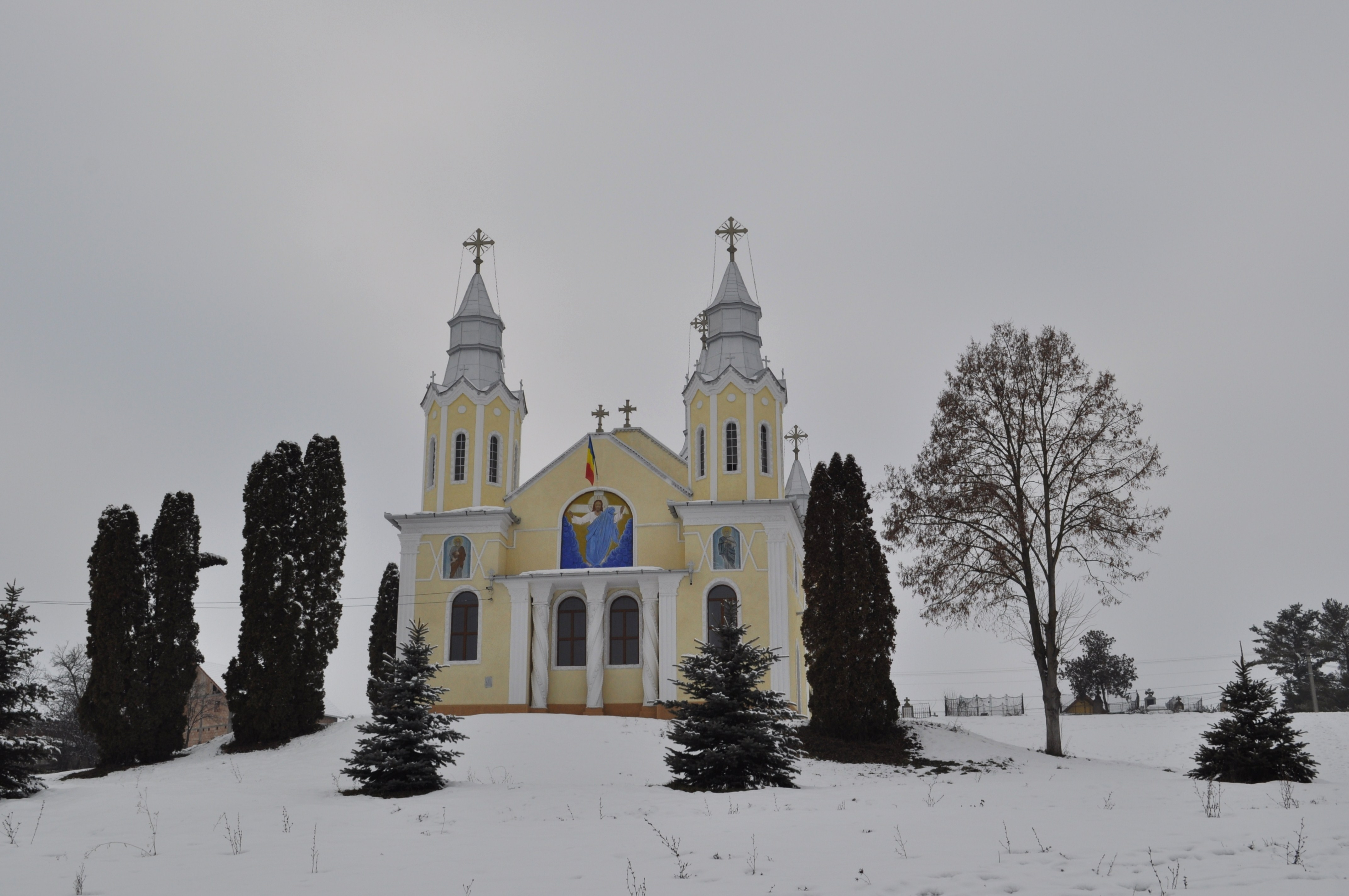
Biserica „Sfântul Mare Mucenic Gheorghe”

- Biserica ortodoxă (inițial greco-catolică). Piatra de temelie a bisericii a fost pusă în anul 1890.[3] Este o construcție în formă de navă cu un turn central și 4 turnuri mai mici. În anul 1948 lăcașul de cult a fost dat în folosința Bisericii Ortodoxe Române și împodobit iconografic de Ghiță Gheorghe din Râmnicu Vâlcea. Iconostasul, confecționat din lemn de stejar, este opera sculptorului Mircea Marian din Ocna Mureș. Icoanele ce îl împodobesc sunt opera pictorului Pompei Ungureanu din Cluj-Napoca. Biserica a fost resfințită în data de 6 septembrie 1987 de episcopul Iustinian Chira, pe atunci episcop vicar al Arhiepiscopiei Vadului, Feleacului și Clujului.[4]
- Biserica baptistă